# روبرت هوارد هوجكن
روبرت هوارد هوجكن (بالإنجليزية: Robert Howard Hodgkin)‏ (و. 1877 – 1951 م) هو مؤرخ، وأستاذ جامعي من المملكة المتحدة، والمملكة المتحدة لبريطانيا العظمى وأيرلندا، ولد في نيوكاسل أبون تاين، بدأ مشواره المهني سنة 1900، توفي في Shipston-on-Stour ‏، عن عمر يناهز 74 عاماً.

## التعليم
تعلم في مدرسة ريبتون ‏، وتعلم في مدرسة لايتون بارك ‏، وتعلم في كلية باليول بجامعة أوكسفورد
.